# 파멜라 오스틴
패멀라 오스틴(Pamela Austin, 1941년 12월 20일 ~ )은 미국의 배우이다.
오마하에서 태어났다.

## 출연 작품
- 아가사 (1979년)
- 비밀지령 (1968년)
- 폴라인의 모험 (1967년)
- 키싱 코즌 (1964년)
- 더 채프먼 리포트 (1962)
- 블루 하와이 (1961년)

### 텔레비전
- 선셋 77번가 (1958년)